# Endeostigmata
Endeostigmata é uma subordem de ácaros da ordem dos Sarcoptiformes que inclui 10 famílias

## Taxonomia
A subordem inclui as seguintes famílias:
- Alicorhagiidae
- Alycidae
- Grandjeanicidae
- Micropsammidae
- Nanorchestidae
- Nematalycidae
- Oehserchestidae
- Proteonematalycidae
- Proterorhagiidae
- Terpnacaridae